# Arturo Eduardo Burkart
Arturo Erhardo Burkart (Buenos Aires, 25 de septiembre de 1906 - 25 de abril de 1975) fue un ingeniero agrónomo, botánico, pteridólogo, y fitólogo argentino.

## Estudios
Arturo Erhardo Burkart nació en la ciudad de Buenos Aires el 25 de septiembre de 1906, hijo del industrial alemán Norberto Burkart y de su esposa Olga Rebling, también de familia alemana. Cursó sus estudios primarios en la Belgrano Schule (más tarde Goethe Schule) de la Capital Federal entre 1913 y 1919, y egresó con el título de Bachiller del Colegio Nacional Manuel Belgrano a fines de 1924.
En 1925 ingresó en la Facultad de Agronomía y Veterinaria, donde su profesor Lorenzo R. Parodi orientó su interés por la Botánica. En 1926 Burkart publicó su primer trabajo: Una forma de Xanthium nueva para la Flora Argentina. Se graduó como ingeniero agrónomo en 1928, con una tesis sobre la genética del género Drosophila. Estudió luego en Alemania en el Instituto Fitotécnico de Müncheberg y en el Instituto Kaiser Wilhelm de Biología de Berlín (hoy Instituto Max Planck).

## Vida profesional
Regresó en 1930 a la Argentina, donde fue nombrado ayudante de Genética Vegetal en la Facultad de Agronomía y Veterinaria (1930-1937) y luego como Jefe de Trabajos Prácticos de Botánica de la misma Facultad (1931-1936). En 1936 fue designado director del Instituto de Botánica Darwinion, cargo que desempeñó hasta su muerte. En 1939 ganó la cátedra de Forrajicultura de la Facultad de Agronomía de La Plata, la cual que ocupó hasta 1961. En 1957 fue nombrado Profesor Titular de Botánica, Plantas Vasculares, en la Facultad de Ciencias de Buenos Aires, llegando a ser Profesor Emérito en 1972. Fue designado Miembro Correspondiente de la Academia Nacional de Ciencias Exactas, Físicas y Naturales en 1959 y académico de número en 1964. Desde 1961 perteneció a la Carrera de Investigador Científico del CONICET. Fue presidente de la Sociedad Argentina de Botánica y de la Sociedad Argentina de Agronomía.
Escribió más de 170 trabajos y libros, casi todos sobre botánica y en especial relacionada acerca de la familia de las leguminosas, en la cual llegó a ser uno de los especialista de más categoría del mundo. En 1943 presentó el libro Las Leguminosas argentinas silvestres y cultivadas, del cual apareció una segunda edición aumentada, en 1952. Deben destacarse también su monografía del género Chaptalia y su tratado sobre las gramíneas de Entre Ríos. Describió cinco géneros y más de 113 especies nuevas para la ciencia.

## Honores y distinciones
Burkart recibió múltiples honores y distinciones, que comenzaron con el Premio Mitre al mejor trabajo de un estudiante en 1928, por su estudio "Las Leguminosas Papilionóideas cultivadas y adventicias en la República Argentina"; el Premio Holmberg (1938), el Premio Sociedad Científica Argentina por el Quinquenio 1952-1957; el Premio Weissmann a la Producción Científica (1963); el Premio Shell Argentina (1968) y el Premio Houssay de la Organización de los Estados Americanos (1974). Además fue designado Miembro Correspondiente de la Academia Nacional de Ciencias Exactas, Físicas y Naturales en 1959 y académico de número en 1964; miembro de número de la Academia Nacional de Agronomía y Veterinaria de Buenos Aires; miembro correspondiente de la Academia Chilena de Ciencias Naturales y del Instituto Ecuatoriano de Ciencias Naturales; socio correspondiente de la Botanical Society of America, entre muchas otras distinciones.

### Eponimia
Muchas especies han sido denominadas en su honor, tales como Piptochaetium burkartii Parodi, Arachis burkartii Handro, Senecio burkartii Cabrera, Ophryosporus burkartii Cabrera, Bromus burkartii Muñoz, Habenaria burkartiana Hoehne, Thelypteris burkartii Abbiatti y Prosopis burkartii Muñoz. El taxónomo argentino Jorge Víctor Crisci le dedicó el género de compuestas Burkartia.
- La abreviatura «Burkart» se emplea para indicar a Arturo Eduardo Burkart como autoridad en la descripción y clasificación científica de los vegetales.[2]